# Șceaslîve, Borîspil
Șceaslîve (în ucraineană Щасливе) este localitatea de reședință a comunei Șceaslîve din raionul Borîspil, regiunea Kiev, Ucraina.

## Demografie
Componența lingvistică a localității Șceaslîve
     Ucraineană (91,43%)
     Rusă (8,35%)
     Alte limbi (0,09%)
Conform recensământului din 2001, majoritatea populației localității Șceaslîve era vorbitoare de ucraineană (91,43%), existând în minoritate și vorbitori de rusă (8,35%).